# ماراویلا
ماراویلا (به لاتین: Marawila) یک منطقهٔ مسکونی در سری‌لانکا است که در ناحیه پوتالام واقع شده‌است.